# Safronov Regio
La Safronov Regio è una struttura geologica della superficie di Plutone.